# Grigori Yakovlevich Perelman
Grigori Yakovlevich Perelman (tiếng Nga: Григорий Яковлевич Перельман, sinh ngày 13 tháng 6 năm 1966), đôi khi còn được biết đến với tên Grisha Perelman, là một nhà toán học người Nga có nhiều đóng góp đến hình học Riemann và tô pô hình học. Đặc biệt, ông đã chứng minh giả thuyết hình học hóa của Thurston và từ đó đưa ra lời giải cho giả thuyết Poincaré.
Vào tháng 8 năm 2006, Hội liên hiệp Toán học quốc tế tuyên bố trao Huy chương Fields cho ông. Perelman đã từ chối giải và không có mặt tại hội nghị. Vào ngày 22 tháng 12 năm 2007, tạp chí Science đã công nhận chứng minh của ông cho giả thuyết Poincaré là "khám phá của năm" (Breakthrough of the Year), sự công nhận đầu tiên cho lĩnh vực toán học. Ngày 18 tháng 3, Viện Toán học Clay tuyên bố ông hội đủ điều kiện để nhận giải Thiên niên kỷ đầu tiên trị giá 1 triệu USD cho chứng minh cho giả thuyết Poincaré của ông. Nay ông không còn hoạt động trong lĩnh vực toán học nữa.

## Thiếu thời và giáo dục
Grigori Perelman sinh ra trong một gia đình Do Thái tại Leningrad, Liên Xô (nay là Sankt-Peterburg, Nga) vào ngày 13 tháng 6 năm 1966. Giáo dục toán học ban đầu của ông diễn ra tại Trường trung học Leningrad 239, một trường chuyên với chương trình khoa học và toán học cấp cao. Năm 1982, là một thành viên của đội Liên Xô trong Olympic Toán quốc tế, ông đoạt huy chương vàng với số điểm tuyệt đối. Cuối thập niên 1980, Perelman nhận bằng phó tiến sĩ tại khoa toán-cơ Đại học Quốc gia Leningrad, một trong những đại học hàng đầu tại Liên Xô. Luận án của ông có tên gọi "Các bề mặt yên ngựa trong các không gian Euclide".
Sau khi tốt nghiệp, Perelman bắt đầu hoạt động tại chi nhánh Leningrad nổi tiếng của Viện Toán học Steklov thuộc Viện Hàn lâm Khoa học Liên Xô, dưới sự hướng dẫn của Aleksandr Danilovich Aleksandrov và Yuri Dmitrievich Burago. Trong cuối thập niên 1980 và đầu thập niên 1990, Perelman giữ chức vụ tại một số đại học tại Hoa Kỳ. Năm 1992, ông được mời đến Viện Courant tại Đại học New York và Đại học Tiểu bang New York tại Stony Brook một khóa. Từ đó, ông nhận học bổng nghiên cứu Miller hai năm tại Đại học California tại Berkeley năm 1993. Ông được mời làm việc tại một số trường hàng đầu tại Hoa Kỳ, trong đó có Princeton, Stanford, nhưng ông đã từ chối tất cả và trở về Viện Steklov và mùa hè năm 1995.
Ông có một người em gái tên là Elena, cũng là một nhà toán học. Bà nhận bằng tiến sĩ tại Viện Khoa học Weizmann ở Israel và hiện là một nhà thống kê sinh học tại Viện Karolinska, ở Stockholm, Thụy Điển.
Perelman có thể chơi vĩ cầm và bóng bàn giỏi.

## Hình học hóa và Giả thuyết Poincaré
Cho tới mùa thu năm 2002, Perelman được biết đến nhiều nhất vì công trình của ông trong các định lý so sánh trong hình học Riemann. Trong số các thành tựu nổi tiếng của ông có một chứng minh ngắn và tao nhã cho giả thuyết Soul.

### Vấn đề
Giả thuyết Poincaré, do nhà toán học người Pháp Henri Poincaré đề xuất năm 1904, là vấn đề bỏ ngỏ nổi tiếng nhất trong tô pô. Bất kỳ đường vòng trên một mặt cầu trong ba chiều có thể co lại thành một điểm; giả thuyết Poincaré phỏng đoán rằng một đa tạp ba chiều đóng bất kỳ nơi bất kỳ đường vòng nào có thể co lại thành một điểm, thực sự chỉ là một mặt cầu ba chiều. Kết quả tương tự đã được biết là đúng trong các chiều bậc cao, nhưng trường hợp của đa tạp-ba hóa ra là khó nhằn hơn tất cả. Nói vắn tắt, điều này là do trong thao tác tô pô của đa tạp-ba, có quá ít chiều để tránh các "khu vực có vấn đề" mà không can thiệp với một cái gì đó khác.
Năm 1999, Viện Toán học Clay đã thông báo Các vấn đề giải Thiên niên kỷ – giải thưởng trị giá 1 triệu đôla Mỹ cho lời chứng minh cho vài giả thuyết, bao gồm cả giả thuyết Poincaré. Có sự đồng thuận chung rằng lời chứng minh thành công sẽ tạo nên một sự kiện bước ngoặt trong lịch sử toán học.

### Chứng minh của Perelman
Tháng 11 năm 2002, Perelman đã đăng ấn bản đầu tiên của loạt ấn bản điện tử trên arXiv, trong đó ông tuyên bố đã phác thảo một chứng minh cho một giả thuyết hình học hóa, trong đó giả thuyết Poincaré là một trường hợp cụ thể.
Perelman đã biến đổi chương trình của Richard Hamilton để có chứng minh cho giả thuyết, trong đó ý tưởng trung tâm là khái niệm luồng Ricci. Ý tưởng cơ bản của Hamilton là phát biểu thành công thức một "quá trình động học" trong đó một đa tạp-ba đã cho bị biến dạng về mặt hình học, chẳng hạn quá trình biến dạng này bị chi phối bởi một phương trình vi phân tương tự như phương trình nhiệt. Phương trình nhiệt miêu tả trạng thái của các đại lượng vô hướng như nhiệt độ; nó đảm bảo rằng các tập trung của nhiệt độ nâng cao sẽ lan tỏa cho tới khi một nhiệt độ đồng nhất đạt được trong khắp vật thể. Tương tự, luồng Ricci miêu tả trạng thái của một đại lượng tensor là tensor độ cong Ricci. Hy vọng của Hamilton là rằng dưới luồng Ricci, các tập trung của độ cong lớn sẽ lan tỏa cho đến khi một độ cong đồng nhất đạt được trên toàn bộ đa tạp ba chiều. Nếu như vậy, nếu người ta bắt đầu với đa tạp ba chiều bất kỳ và cho phép luồng Ricci xảy ra, cuối cùng người ta về nguyên tắc có thể thu được một loại "hình dạng thông thường". Theo William Thurston, hình dạng thông thường này phải chiếm một trong một lượng nhỏ các khả năng, mỗi khả năng có một loại hình học khác biệt, gọi là hình học mô hình Thurston.
Điều này là tương tự như phát biểu thành công thức một quá trình động học mà nó "nhiễu loạn" dần dần một ma trận vuông đã cho, và nó đảm bảo đưa đến kết quả sau một thời gian hữu hạn là hình dạng kinh điển hữu tỷ của nó.
Ý tưởng của Hamilton đã thu hút một lượng lớn sự quan tâm, nhưng không ai có thể chứng minh rằng quá trình sẽ không bị cản trở bởi sự phát triển của các "điểm kỳ dị", cho tới khi ấn bản điện tử của Perelman phác họa một chương trình để vượt qua các rào cản này. Theo Perelman, một sửa đổi của luồng Ricci chuẩn, gọi là luồng Ricci với phẫu thuật, có thể cắt xén có hệ thống các khu vực kỳ dị khi chúng phát triển, theo một cách có kiểm soát.
Người ta biết rằng các điểm kỳ dị (bao gồm các điểm mà nói khái quát là xảy ra sau khi luồng đã tiếp tục trong một lượng thời gian hữu hạn) phải xảy ra trong nhiều trường hợp. Tuy nhiên, bất kỳ điểm kỳ dị nào phát triển trong một lượng thời gian hữu hạn về bản chất là một "sự bó chặt" dọc theo các mặt cầu nào đó tương ứng với phân hủy bậc nhất của đa tạp-3. Ngoài ra, các điểm kỳ dị "thời gian hữu hạn" bất kỳ tạo ra từ các mảnh sụp đổ nào đó của phân hủy JSJ. Công trình của Perelman chứng minh tuyên bố này và vì vậy chứng minh giả thuyết hình học hóa.

### Kiểm tra
Kể từ năm 2003, chương trình của Perelman đã thu hút sự quan tâm ngày càng tăng từ cộng đồng toán học. Tháng 4 năm 2003, ông chấp nhận lời mời tới thăm Viện Công nghệ Massachusetts, Đại học Princeton, Đại học Tiểu bang New York tại Stony Brook, Đại học Columbia và Đại học New York, tại đó ông đã nói chuyện về công trình của mình.
Ba nhóm học giả độc lập đã kiểm tra rằng các bài báo của Perelman chứa mọi điều thiết yếu để chứng minh trọn vẹn giả thuyết hình học hóa:
1. Ngày 25 tháng 5 năm 2006, Bruce Kleiner và John Lott, cả hai đều từ Đại học Michigan, đã đăng một bài báo trên arXiv ghi đầy đủ chi tiết cho chứng minh của Perelman cho giả thuyết hình học hóa.[7] Như John Lott phát biểu tại ICM2006, "Chúng tôi phải mất một lượng thời gian để xem xét công trình của Perelman. Điều này một phần là do tính nguyên bản của công trình của Perelman và một phần là do sự phức tạp kỹ thuật trong các luận cứ của ông. Mọi biểu lộ là các luận cứ của ông là chính xác."
2. Tháng 6 năm 2006, tạp chí Asian Journal of Mathematics công bố một bài báo của Chu Hi Bình (Xi-Ping Zhu, 朱熹平) từ Đại học Trung Sơn ở Quảng Châu, Trung Quốc và Tào Hoài Đông (Huai-Dong Cao, 曹怀东) từ Đại học Lehigh ở Pennsylvania, đưa ra miêu tả trọn vẹn chứng minh của Perelman cho các giả thuyết Poincaré và hình học hóa.[8]
3. Tháng 7 năm 2006, John Morgan từ Đại học Columbia và Điền Cương (Gang Tian, 田刚) từ MIT đã đăng một bài báo trên arXiv có tiêu đề "Ricci Flow and the Poincaré Conjecture" (Luồng Ricci và giả thuyết Poincaré). Trong bài báo này, họ đưa ra một phiên bản chi tiết của chứng minh của Perelman cho giả thuyết Poincaré.[9] Ngày 24 tháng 8 năm 2006, Morgan đã diễn thuyết tại ICM ở Madrid về giả thuyết Poincaré.[10] Điều này được nối tiếp bằng bài báo trên arXiv có tiêu đề "Completion of the Proof of the Geometrization Conjecture" (Sự hoàn thiện của chứng minh cho giả thuyết hình học hóa) ngày 24 tháng 9 năm 2008.[11]

Một kiểm tra tách biệt cũng được Richard Hamilton cùng Gerhard Huisken và Tom Ilmanen thực hiện. Phát biểu tại phiên họp toàn thể đầu tiên ở ICM2006, ông đã nói "Tôi vô cùng biết ơn Grisha vì đã thực hiện điều này".
Nigel Hitchin, giáo sư toán tại Đại học Oxford, đã nói rằng "Tôi suy nghĩ trong nhiều tháng hoặc thậm chí nhiều năm rằng bây giờ người ta đã nói rằng họ đã được các luận cứ thuyết phục. Tôi nghĩ đó là một nhiệm vụ đã hoàn thành."

## Các giải thưởng
Tháng 5 năm 2006, một ủy ban gồm 9 nhà toán học đã biểu quyết trao Huy chương Fields cho Perelman vì công trình của ông về giả thuyết Poincaré. Huy chương Fields là phần thưởng cao quý nhất trong toán học; sau mỗi bốn năm chỉ có từ 2 tới 4 huân chương được trao.
Ngài John Ball, chủ tịch IMU, đã gặp Perelman tại Sankt Peterburg vào tháng 6 năm 2006 để thuyết phục ông nhận giải. Sau 10 giờ thuyết phục trong 2 ngày, ông đã chịu thua. Hai tuần sau, Perelman đã khái quát về cuộc đàm đạo là: "Ông ấy đã đề xuất với tôi ba phương án: chấp nhận và tới; chấp nhận và không tới, và sau đó chúng tôi sẽ gửi cho ông huân chương; thứ ba, tôi không chấp nhận giải. Ngay từ đầu, tôi đã nói với ông ấy rằng tôi đã chọn phương án ba... [giải thưởng] là hoàn toàn không thích hợp đối với tôi. Mọi người hiểu rằng nếu chứng minh là chính xác thì không sự công nhận nào khác là cần thiết."
Ngày 22 tháng 8 năm 2006, người ta đã chính thức đề nghị trao tặng Perelman Huy chương Fields tại Đại hội Toán học Quốc tế ở Madrid, "vì các đóng góp của ông cho hình học và các hiểu biết sâu sắc mang tính cách mạng của ông trong cấu trúc phân tích và hình học của luồng Ricci". Ông đã không có mặt tại buổi lễ và từ chối nhận huân chương, trở thành người đầu tiên từ chối giải thưởng danh giá này.
Trước đó ông cũng đã bác bỏ một giải thưởng danh giá từ Hiệp hội Toán học châu Âu (EMS), và người ta cho rằng ông đã nói rằng ông cảm thấy ủy ban xét giải không đủ năng lực để đánh giá công trình của ông, dù tích cực.
Ngày 18 tháng 3 năm 2010, Perelman đã được trao giải Thiên niên kỷ vì đã giải quyết được vấn đề. Trước đó ông đã tuyên bố rằng "Tôi vẫn chưa quyết định có nhận giải hay không cho đến khi nó được đề xuất". Ngày 8 tháng 6 năm 2010, ông đã không có mặt tại buổi lễ vinh danh ông tại Viện Hải dương học (Institut Océanographique) Paris để nhận phần thưởng trị giá 1 triệu đô la Mỹ. Theo hãng thông tấn Nga Interfax, Perelman đã từ chối nhận giải thưởng thiên niên kỷ vào đầu tháng 7 năm 2010. Ông coi quyết định của Viện Clay là không công bằng vì đã không chia sẻ giải thưởng với Richard Hamilton và tuyên bố rằng "lý do chính là sự bất đồng của tôi với cộng đồng toán học có tổ chức. Tôi không thích các quyết định của họ, tôi cho là họ không công bằng" .
Terence Tao đã nói về công trình của Perelman về giả thuyết Poincaré trong sự kiện trao giải Fields năm 2006:
| “ | Chúng (các bài toán Thiên niên kỷ) là giống như các vách đá khổng lồ này, chưa có một bàn tay nào trước đó chạm vào. Tôi không có ý tưởng sẽ lên tới đỉnh như thế nào. (Chứng minh của Perelman cho giả thuyết Poincaré) là một thành tựu phi thường, xứng đáng nhất trong số tất cả chúng ta ở đây theo ý kiến của tôi. Phần lớn thời gian trong toán học bạn nhìn vào một điều gì đó đã được thực hiện, chọn một vấn đề và tập trung vào đó. Nhưng ở đây, một lượng hoàn toàn là các khám phá...thật đáng kinh ngạc. | ” |

Chứng minh của Perelman được đánh giá là một trong những bài viết được trích dẫn hàng đầu trong Toán-Lý năm 2008.

## Từ bỏ toán học
Đến mùa xuân năm 2003, Perelman không còn hoạt động tại Viện Steklov. Các bạn bè ông nói rằng toán học là một đề tài đau lòng đối với ông, và một số người cho rằng ông đã hoàn toàn từ bỏ toán học. Trong một cuộc phỏng vấn năm 2006, Perelman hiện đang thất nghiệp, và sống với mẹ tại Sankt-Peterburg.
Mặc dù trong tạp chí The New Yorker ông nói rằng ông cảm thấy thất vọng về các chuẩn mực đạo đức trong ngành toán học, bài báo ngụ ý cụ thể đến việc Khâu Thành Đồng (Shing-Tung Yau) đã cố gắng hạ thấp vai trò của Perelman trong chứng minh và nâng cao công trình của Tào Hoài Đông (Huai-Dong Cao) và Chu Hi Bình (Zhu Xiping). Perelman nói rằng "Tôi không thể nói rằng tôi bị xúc phạm. Những người khác còn làm tệ hại hơn. Dĩ nhiên, có nhiều nhà toán học chân thật. Nhưng hầu như tất cả đều tuân thủ tập tục. Họ ít nhiều gì cũng chân thật, nhưng họ chịu đựng những kẻ không chân thật." Ông cũng nói rằng "Những người bị xem là xa lạ không phải là những người vi phạm chuẩn mực đạo đức. Những người như tôi mới bị cô lập."
Với tranh cãi đó và việc ông có thể sẽ nhận Huy chương Fields đã khiến ông từ bỏ toán học chuyên nghiệp. Ông đã nói rằng "Khi tôi không gây chú ý, tôi có lựa chọn. Hoặc là làm một điều xấu xa hay nếu tôi không làm việc kiểu này, được đối đãi như một vật nuôi. Bây giờ, khi tôi trở thành một người gây chú ý, tôi không thể làm con vật nuôi mà không nói gì. Vì vậy tôi phải ngưng." (Tác giả của bài báo trên The New Yorker giải thích rằng "việc xấu xa" mà Perelman nhắc đến là "làm lớn chuyện" về những vi phạm đạo đức mà ông nhìn thấy.)